# Brixia divisa
Brixia divisa är en insektsart som beskrevs av Walker 1858. Brixia divisa ingår i släktet Brixia och familjen kilstritar. Inga underarter finns listade i Catalogue of Life.